# 高峯町 (名古屋市)
高峯町（たかみねちょう）は、愛知県名古屋市昭和区および千種区の地名。丁目の設定はない。住居表示未実施。

## 地理
名古屋市昭和区東部に位置する。東は千種区、西は山手通、南は妙見町に接する。また、千種区高峯町は区南部に位置し、東から北は仁座町、西は山手通、南は昭和区に接する。

## 歴史

### 地名の由来
土地区画整理の際、当地の地形を端的に表すものとして命名されたという。

### 沿革
- 1934年（昭和9年）10月1日 - 中区広路町および東区田代町の各一部により、中区高峯町として成立[1]。
- 1937年（昭和12年）10月1日 - 昭和区成立に伴い、同区高峯町となる[1]。
- 1964年（昭和39年）5月1日 - 一部が千種区に編入され、同区高峯町となる[1]。

## 世帯数と人口
2019年（平成31年）1月1日現在の世帯数と人口は以下の通りである。
| 昭和区 | 町丁   | 世帯数  | 人口    |
| ------ | ------ | ------- | ------- |
| 昭和区 | 高峯町 | 796世帯 | 1,492人 |

### 人口の変遷
国勢調査による人口の推移
| 1950年（昭和25年） | 5人     | [ 5 ]      |  |
| 1955年（昭和30年） | 18人    | [ 5 ]      |  |
| 1960年（昭和35年） | 18人    | [ 6 ]      |  |
| 1965年（昭和40年） | 45人    | [ 6 ]      |  |
| 1970年（昭和45年） | 288人   | [ 7 ]      |  |
| 1975年（昭和50年） | 529人   | [ 7 ]      |  |
| 1980年（昭和55年） | 676人   | [ 8 ]      |  |
| 1985年（昭和60年） | 731人   | [ 8 ]      |  |
| 1990年（平成2年）  | 938人   | [ 9 ]      |  |
| 1995年（平成7年）  | 866人   | [ 10 ]     |  |
| 2000年（平成12年） | 851人   | [ WEB 8 ]  |  |
| 2005年（平成17年） | 1,138人 | [ WEB 9 ]  |  |
| 2010年（平成22年） | 1,098人 | [ WEB 10 ] |  |
| 2015年（平成27年） | 1,446人 | [ WEB 11 ] |  |

## 学区
市立小・中学校に通う場合、学校等は以下の通りとなる。また、公立高等学校に通う場合の学区は以下の通りとなる。
| 区     | 番・番地等 | 小学校               | 中学校               | 高等学校 |
| ------ | ---------- | -------------------- | -------------------- | -------- |
| 昭和区 | 全域       | 名古屋市立滝川小学校 | 名古屋市立川名中学校 | 尾張学区 |

## 施設

### 昭和区高峯町
- 東山タワー[4]

かつては中京テレビ放送とテレビ愛知のアナログ放送の親局送信所として使用されていたが、デジタル放送移行後は瀬戸デジタルタワーからの送信になっている。現在はNHK-FM（名古屋局）、FM AICHI、ZIP-FMの親局送信所が置かれている。また、テレビ塔の敷地内にあった中京テレビの本社・演奏所は2016年11月21日に名古屋市中村区平池町（ささしまライブ24地区）に全面移転し、跡地にはスーパーマーケットのフィールステージ八事が建設された。
中京テレビが本社を置いていた時代は、昭和区高峯町の本社を現業部門の拠点と位置づけており、本社とは別に中区栄（錦3丁目、CTV錦ビル）に営業部門の拠点を構えていた。
- 高峯第一公園[11]

1971年（昭和46年）4月1日供用開始。
- 高峯第二公園[11]

1975年（昭和50年）4月1日供用開始。
- 高峯第三公園[11]

1977年（昭和52年）11月20日供用開始。
- 曹洞宗普蔵寺[11]
- 名古屋大学学生寮「国際嚶鳴館」[WEB 15]

### 千種区高峯町
- 名古屋大学
  - 名古屋大学博物館（古川記念館内）
  - 名古屋大学テニスコート[3]
  - 名古屋大学出版会

- 東山タワー（2011年1月）
- 名古屋大学出版会
- 古川記念館

## その他

### 日本郵便
- 集配担当する郵便局は以下の通りである[WEB 16]。

| 区     | 町丁   | 郵便番号 | 郵便局     |
| ------ | ------ | -------- | ---------- |
| 昭和区 | 高峯町 | 466-0811 | 昭和郵便局 |
| 千種区 | 高峯町 | 464-0000 | 千種郵便局 |

### WEB
1. 1 2  “愛知県名古屋市昭和区の町丁・字一覧”.   人口統計ラボ. 2016年2月12日閲覧。
2. ↑  “愛知県名古屋市千種区の町丁・字一覧”.   人口統計ラボ. 2016年1月29日閲覧。
3. 1 2  “町・丁目(大字)別、年齢(10歳階級)別公簿人口(全市・区別)”.   名古屋市 (2019年1月23日). 2019年1月23日閲覧。
4. 1 2  “郵便番号”.  日本郵便. 2019年1月6日閲覧。
5. 1 2  “郵便番号”.  日本郵便. 2019年1月6日閲覧。
6. ↑  “市外局番の一覧”.   総務省. 2019年1月6日閲覧。
7. ↑  名古屋市役所市民経済局地域振興部住民課町名表示係 (2015年10月21日). “昭和区の町名一覧”.   名古屋市. 2016年1月29日閲覧。
8. ↑  名古屋市役所総務局企画部統計課統計係 (2005年7月1日). “（刊行物）名古屋の町(大字)・丁目別人口 (平成12年国勢調査) 昭和区” (xls). 2015年10月15日閲覧。
9. ↑  名古屋市役所総務局企画部統計課統計係 (2007年6月27日). “（刊行物）名古屋の町(大字)・丁目別人口 (平成17年国勢調査) (7)昭和区(第1表から第3表）” (xls). 2015年10月15日閲覧。
10. ↑  名古屋市役所総務局企画部統計課統計係 (2012年4月22日). “（刊行物）名古屋の町(大字)・丁目別人口 (平成22年国勢調査) (7)昭和区(第1表から第3表）” (xls). 2015年10月15日閲覧。
11. ↑  名古屋市役所総務局企画部統計課統計係 (2016年3月31日). “（刊行物）名古屋の町(大字)・丁目別人口 (平成27年国勢調査) (7)昭和区(第1表から第3表）” (xls). 2016年7月28日閲覧。
12. ↑  “市立小・中学校の通学区域一覧”.   名古屋市 (2018年11月10日). 2019年1月14日閲覧。
13. ↑  “平成29年度以降の愛知県公立高等学校（全日制課程）入学者選抜における通学区域並びに群及びグループ分け案について”.   愛知県教育委員会 (2015年2月16日). 2019年1月14日閲覧。
14. 1 2 3  “都市公園の名称、位置及び区域並びに供用開始の期日” (2019年5月1日). 2019年11月3日閲覧。
15. ↑  “名古屋大学生寮で爆発、男性１人死亡　一室が全焼” (日本語). 朝日新聞社. (2017年5月4日) 2017年5月4日閲覧。
16. ↑  郵便番号簿 平成29年度版 - 日本郵便. 2019年01月06日閲覧 (PDF)

### 書籍
1. 1 2 3 4  名古屋市計画局 1992, p. 793.
2. 1 2  「角川日本地名大辞典」編纂委員会 1989, p. 1458.

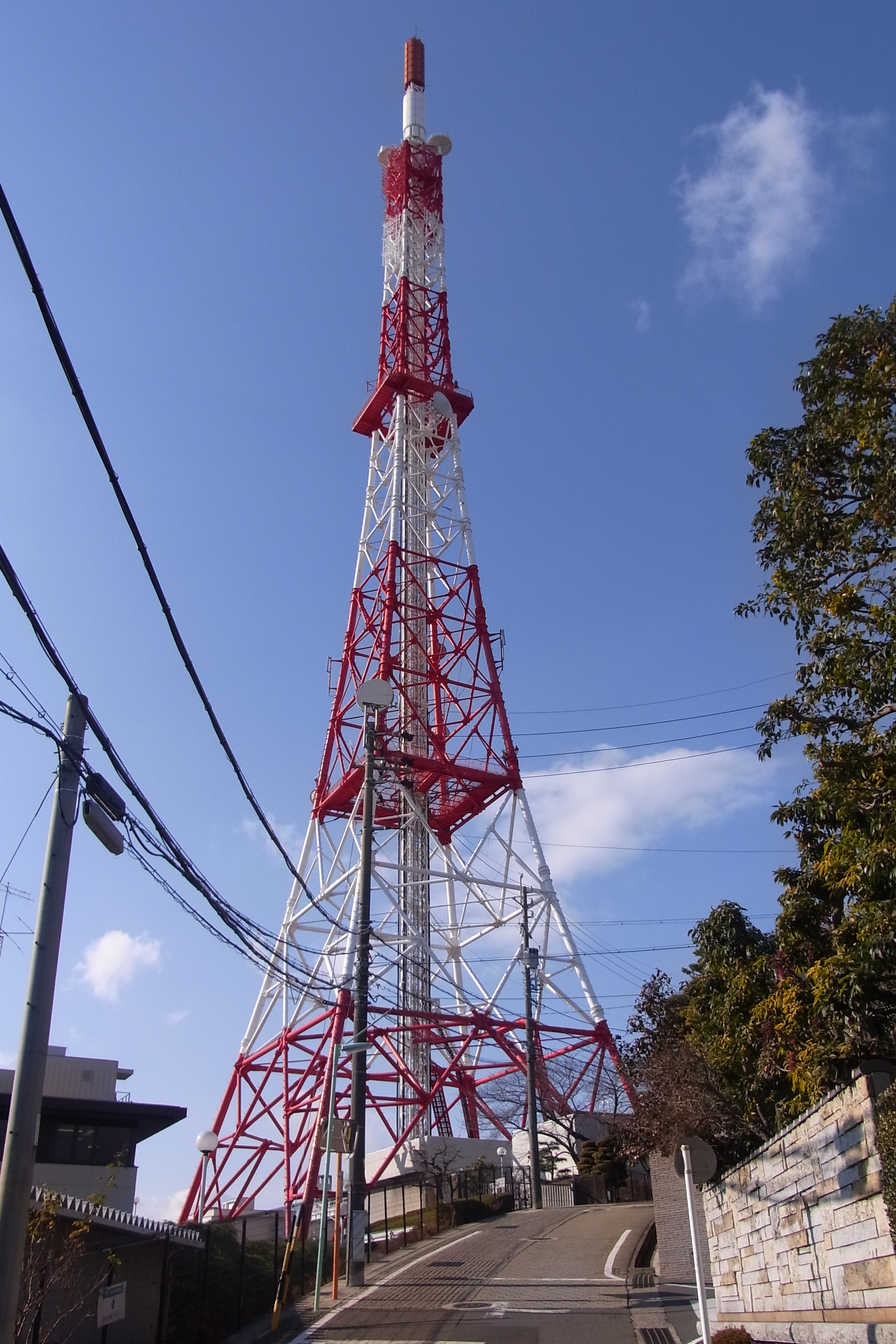
東山タワー（2011年1月）
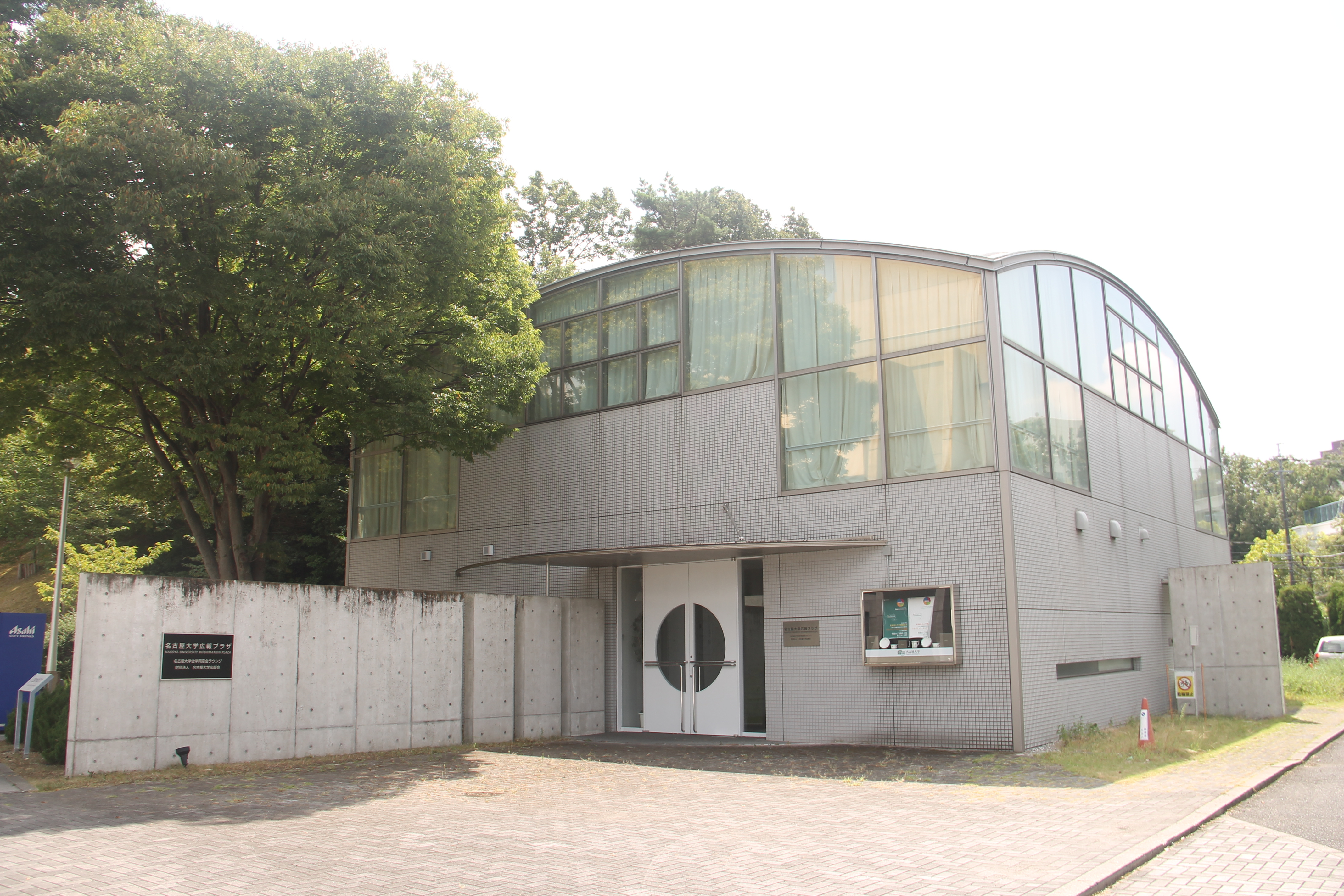
名古屋大学出版会
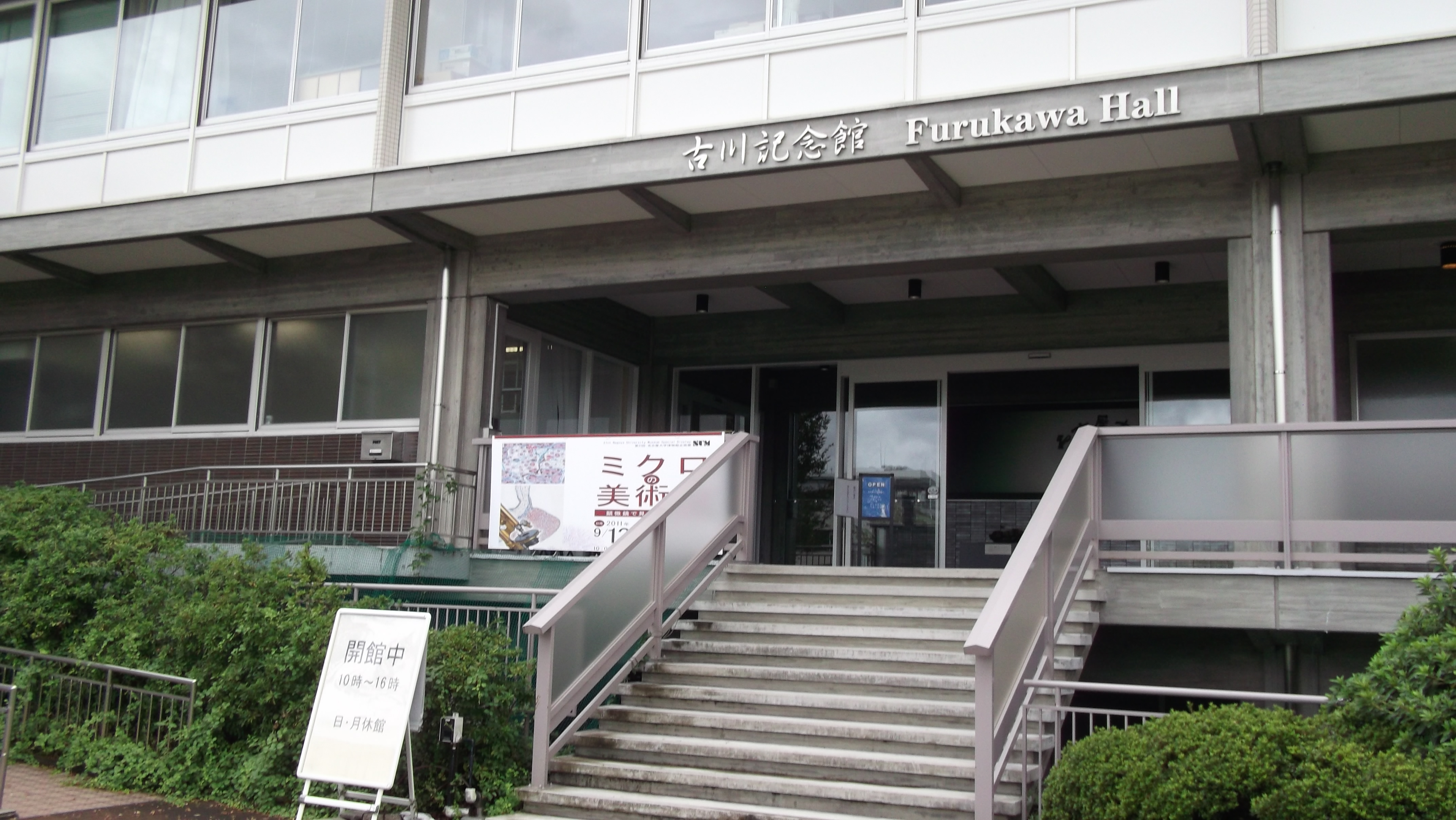
古川記念館

3. 1 2  「角川日本地名大辞典」編纂委員会 1989, p. 1467.
4. 1 2  名古屋市計画局 1992, p. 357.
5. 1 2  名古屋市総務局企画室統計課 1957, p. 83.
6. 1 2  名古屋市総務局企画部統計課 1967, p. 76.
7. 1 2  名古屋市総務局統計課 1977, p. 51.
8. 1 2  名古屋市総務局統計課 1986, p. 69.
9. ↑  名古屋市総務局企画部統計課 1991, p. 36.
10. ↑  名古屋市総務局企画部統計課 1996, p. 101.
11. 1 2 3 4  「角川日本地名大辞典」編纂委員会 1989, p. 1453.

### 統計資料
- 名古屋市総務局企画室統計課 編『昭和31年版 名古屋市統計年鑑』名古屋市、1957年。
- 名古屋市総務局企画部統計課 編『昭和41年版 名古屋市統計年鑑』名古屋市、1967年。
- 名古屋市総務局統計課 編『昭和51年版 名古屋市統計年鑑』名古屋市、1977年。
- 名古屋市総務局統計課 編『昭和60年国勢調査 名古屋の町・丁目別人口（昭和60年10月1日現在）』名古屋市役所、1986年。
- 名古屋市総務局企画部統計課 編『平成2年国勢調査 名古屋の町（大字）別・年齢別人口（平成2年10月1日現在）』名古屋市役所、1994年。
- 名古屋市総務局企画部統計課 編『平成7年国勢調査 名古屋の町（大字）・丁目別人口（平成7年10月1日現在）』名古屋市役所、1996年。